# Боћање
Боћање (итал. bocce фр. boules) је спортска игра која се игра боћама тј. куглама на отвореном игралишту. Боћање је веома стара спортска игра која се већ вековима игра у медитеранским земљама, и у приморју бивше Југославије, посебно у Далмацији и Лици (игра на балоте/буће, балотирање/бућање, боћање и др).

## Историја
Мисли се да је настала у Грчкој, у Спарти. Изум боћа приписује се Спартанцу Тимокреатесу (500 година п. н. е.). Етрурци су је пренели Римљанима, а ови су из Италије у друге медитеранске и алпске земље, па и даље. Стари Римљани су модификовали игру додајући мету којој је требало прићи што ближе. Ову римску варијацију су у Провансу донели римски војници и морнари. Римска гробница (сада у колекцији Кампана у Лувру) приказује децу како играју ову игру, сагињући се да измере поене.
Након Римљана, камене кугле су замењене дрвеним куглама. У средњем веку, Еразмо је ту игру називао globurum на латинском, али је постала опште позната као боћање (тј. 'лопте'), и играла се широм Европе. Енглески краљ Хенри III забранио је играње игре својим стреличарима – желео је да они вежбају стреличарство, а не да се боћају. У 14. веку, Шарл IV и Шарл V од Француске забранили су спорт обичаном народу; тек у 17. веку је забрана укинута.
Спортске организације боћара настају крајем 19. века. Године 1898. настаје Unione Bocciofila Piemonteze, из које се убрзо развила Unione Bocciofila Internazzionale (UBI) са седиштем у Лиону и Federazione Inernationale Giocatta Bocce (FIGB) са седиштем у Лугану, која организује такмичења између Италије и Швајцарске. У Европи постаје најјачи Међународни боћарски савез (Federation Internationale de Boules) (FIB) у који је била учлањена и Југославија.
У Југославији се организовано спортско боћање почело гајити по међународним правилима 1952. на иницијативу Куглашког савеза Југославије у Загребу. Неколико година касније, боћарске организације се издвајају се из Куглашког савеза и оснивају најпре Одбор за боћање, а 1958. Боћарски савез Југославије. У Европи су најбројнији и уједно најбољи боћари Италије и Француске.
Први међународни сусрет југословенских боћара одржан је са репрезентацијом Италије.
ФИБ организује за своје чланове светска (од 1947) и европска (од 1954) првенства те одређује и јединствена правила за сва боћарска спортска такмичења.

## Правила такмичења

### Игралиште
Игралиште тзв јог је раван земљани терен, посут финим песком дужине 27,5 м и ширине 2,5 до 4 м. У неким земљама, нпр. у Енглеској, Канади и Аустралији, игра се, према посебним правилима, на травним теренима. Уздужне и попречне линије игралишта означене су линијама. Иза попречних граница игралишта обично се ставља ограда за заустављање кугли (боћа). Народно боћање може се играти и на ограђеним теренима.

### Опрема
Кугле (боће) могу бити од пуног дрвета, пластике или метала. За спортска такмичења у боћању употребљавају се искључиво шупље кугле од челика. Максимална маса кугле је 1.400 г., пречника од 90 до 110 мм. Пречник је сталан, али обично се израђује тако да може стати у шаку.
Булин (итал. pallino) је најмања кугла у игри, истог облика и грађе само знатно мањег пречника (27—33 мм). Циљ према којем се кугле котрљају или бацају кроз ваздух јесте посебна кугла која се назива балин, булин или балинчек. У народном боћању булин може бити исте величине као и буће, али у спортском боћању мора имати прописану величину.

### Учесници
Такмичење може бити појединачно (један против једног) са три или четири кугле по играчу, паровима (два против два) са по три кугле по играчу или екипно (четири против четири) са по две кугле по играчу. У сваком пару или екипи један играч је капитен екипе. Он одређује редослед бацања, тактику игре и контролише мерење.

## Кугле
До 1920-их, растућа популарност боћања у Француској створила је потражњу која се није могла задовољити коришћењем доступних залиха природног корена шимшира, који је почео да нестаје. Паул Кортију и Винсент Мајлс су имали идеју да произведу лопту у потпуности направљену од метала. Избегавајући легуре на бази челика (које су биле превише тврде и подложне рђи), развили су легуру на бази алуминијума и бронзе и (1923) патентирали металну куглу направљену од две заварене хемисфере. Годину дана касније, 1924, поднели су патент за лопту која је била изливена у једном комаду -- La Boule intégrale. Луис Тарчијер и Жан Бланк су генерално заслужни за развој, око 1925. године, процеса којим се данас производе практично све металне буле — челичне плоче се пресују у шупље хемисфере које се затим залемљују у целину и машински обрађују да би се направила шупља челична була.

## Међународне организације за боћање
Светска конфедерација боћарског спорта, CMSB, је основана 21. децембра 1985. у Монаку од стране три међународне организације за баћање у сврху лобирања код Олимпијског комитета да боћарство постане део летњих Олимпијских игара. До данас, њени напори су били неуспешни. Оснивачке организације су биле:
- CBI, Међународна боћарска конфедерација[8] (рафа)
- FIB, Међународна федерација боћарства (боће воло)
- FIPJP, Међународна федерација петанке и провансалске игре[9] (петанк)